# Jules Maigret

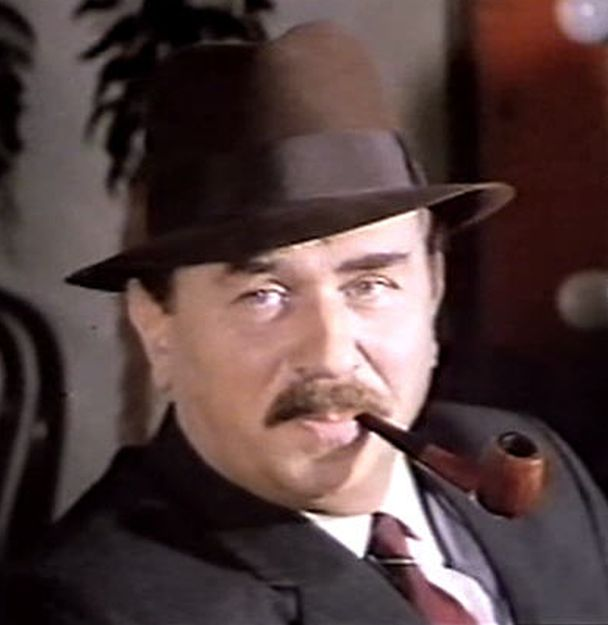
Gino Cervi en el papel del comisario en la película francoitaliana de 1967 Maigret à Pigalle, basada en la novela de 1951 Maigret au « Picratt's » y dirigida por Mario Landi (1920 - 1992).

Jules Maigret es un comisario ficticio de la policía judicial francesa creado por Georges Simenon. Ha protagonizado 78 novelas y 28 cuentos, escritos entre 1929 y 1972, aunque el año en que se publicó su primera novela, Pietr el Letón, fue 1931.

## Descripción del personaje
Según se puede desprender de la obra, nació el año 1887 en el pueblo ficticio de Sant-Fiacre, inspirado en Paray-le-Frésil, cerca de la ciudad de Moulins en el departamento de Allier en la región de la Auvernia. En 1907 Maigret empieza la carrera de medicina en Nantes, pero al año siguiente la abandona y se traslada a París donde empieza a trabajar en la policía. En 1913 se casa con su inseparable mujer Louise Leonard, yéndose a vivir al apartamento del Bulevard Richar Lenoir, que no abandonarán hasta la jubilación del Comisario.
Una característica del personaje es que siendo un sabueso de finísimo olfato policiaco, es a la vez un hombre sobrio y profundamente compasivo. Al punto de que en algunos casos, una vez ha dado con su presa, el comisario decide hacer la vista gorda, por haber entendido de manera íntima las causales del delito que se cometió, el tormento del alma del delincuente y lo innecesario de la captura para el bien de la sociedad.
Es incansable fumador de pipa, y bebedor de cerveza y calvados, datos estos que podemos considerar autobiográficos y característicos de su creador Georges Simenon

## Carrera policial
En 1913 tiene su primer caso importante reflejado en La primera investigación de Maigret, cuando era un modesto ayudante en una comisaría de barrio, lo que le valdrá un puesto en la Policía Judicial, de la que en 1928 llegará a ser Comisario Jefe, cargo que ocupará, tras declinar en varias ocasiones la posibilidad de ser ascendido a director de la Policía Judicial, hasta su retiro en 1956, a la edad de 69 años. En su jubilación Maigret se retira en una casa de campo que compró en 1953, y donde a menudo pasaba los fines de semana, en Meung-sur-Loire en el departamento de Loiret en la región Centro (Francia). Pero aún en su retiro Maigret seguirá ocupándose ocasionalmente de resolver los casos que se le presenten interesantes.
La forma habitual de solucionar los casos que se le presentan a Maigret es "introducirse en las vidas" de aquellas personas que están en torno al suceso investigado. Resuelve sus casos mediante la comprensión de las formas de vida de sus investigados, pensando, comiendo, viviendo como ellos. A través del comisario Maigret, Simenon nos cuenta historias policiales pero sobre todo nos cuenta historias de personas, pueblos y ciudades, pequeñas historias que trascienden lo local al tratar temas universales.

## Maigret en televisión y cine
- Jean Gabin fue el primero en interpretar a este personaje en cine y tv.
- Gino Cervi en la película Pigalle... barrio prohibido 1966
- Jean Richard interpretó al personaje en una serie de televisión titulada Les Enquêtes du commissaire Maigret, que duró desde 1967 hasta 1990.
- Michael Gambon representó el personaje en una serie de televisión titulada Inspector Maigret, que duró desde 1992 hasta 1993. En 1987 se había rodado un episodio piloto con Richard Harris encargándose del personaje.
- Bruno Cremer representó el personaje en una serie de televisión francesa titulada Inspector Maigret, que duró desde 1991 hasta 2005.[1]
- Rowan Atkinson interpretó al personaje en una serie de películas para TV entre el 2016 y 2017.
- Gérard Depardieu interpretó al personaje en la película Maigret , de 2022, dirigida por Patrice Leconte.